# Thracia challisiana
Thracia challisiana is een tweekleppigensoort uit de familie van de Thraciidae. De wetenschappelijke naam van de soort is voor het eerst geldig gepubliceerd in 1915 door Dall.